# Berlingen
Berlingen es una comuna suiza del cantón de Turgovia, situada en el distrito de Frauenfeld. Limita al norte con las comunas Gaienhofen (DE-BW) y Reichenau (DE-BW), al este con Salenstein, al sur con Raperswilen, y al oeste con Steckborn.
Como otros pueblos de las orillas del lago Constanza, en uno de cuyos extremos se encuentra, sus aguas contienen los restos más antiguos de edificaciones humanas de la zona, que eran en forma de palafitos. Hasta el 31 de diciembre de 2011 situada en el distrito de Steckborn.

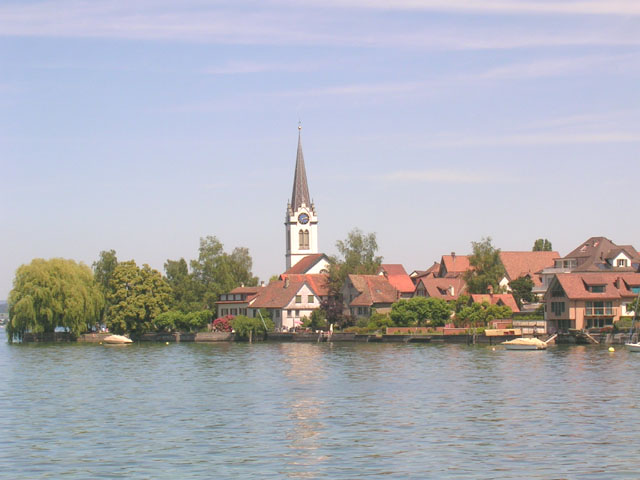
Vista de Berlingen desde el lago de Constanza.

## Transportes
Ferrocarril
Cuenta con una estación ferroviaria en la que efectúan parada trenes de cercanías pertenecientes a la red S-Bahn San Galo.